# KkStB 76 sorozatú szerkocsi
A kkStB 76 szerkocsi sorozat egy szerkocsisorozat volt a kkStB vasúttársaságnál.

## Szerkezete
A külső keretes szerkocsi 18 mm vastag folytvaslemez-hossztartói egymástól 1786 mm távolságban húzódtak és azokat elöl a kapocsszekrény, hátul a vonószekrény kötötte össze. A keretbe szorosan ágyazott tengelyek távolsága egymástól eltérő, az 1.–2. tengely között 1,7 m, a 2.–3. tengely között 1,5 méteres volt. A tengelyek rugózását laprugók biztosították, melyeket egymással nem kötöttek összes. A szögletes víztartály tetejének két oldalán teljes hosszban Gölsdorf-rendszerű töltővályút alakítottak ki, ezek között, a vízszintes fedelű víztartályon helyezkedett el a felülről nyitott szénférő. A szerkocsira összes négy, 1902. évi típusú Hardy-rendszerű légűrfékhengert,  minden kerékpárját egy oldalról, hátulról fékezték; a teljes féktuskóerő a félig rakott szerkocsi súlyának 69%-a volt.

## Sorozatgyártás
A típusból az alábbi mozdonysorozatokhoz szállítottak:
- MÁV IIIt. osztályú mozdonyokhoz IIIt. osztályú szerkocsi megjelöléssel. 1911-től a szerkocsit T jellegként jelölték, kiegészítve a hozzá tartozó mozdony sorozatjelével (T323).
Ennél a változatnál a légűrfékhenger helyett egy Westinghouse-rendszerű 13″-os függőleges tengelyű, légnyomásos fékhengert alkalmaztak. A teljes féktuskóerő az üres szerkocsi súlyának 108, a teljesen rakotténak 47,4%-a volt.

## Összehasonlító táblázat
| 0                          | 1 | 2                                                    | 3                                                          |
| -------------------------- | --- | ---------------------------------------------------- | ---------------------------------------------------------- |
| Pályaszám                  | kkStB 76.01–718 →BBÖ 76.01– →ČSD 414.001– →ČMD 414.001– →SŽ 414.001– →MÁV T323,066–068 →MÁV T323,1006 →ÖBB 9076.01– →GYSEV T323,069 |                                                      | MÁV IIIt. 3751–3815 →MÁV T323,001–065 →GYSEV T323,003..055 |
| Gyártásban                 | 1896–1910 |                                                      | 1907–1909                                                  |
| Darabszám                  | 718 db |                                                      | 65 db                                                      |
| Üres tömeg                 | 15,3 t | 16,6 t                                               | 15,8 t                                                     |
| Szolgálati tömeg           | 36,5 | 37,6                                                 | 36,0 t                                                     |
| Legnagyobb tengelyterhelés | |                                                      | 12,0 t                                                     |
| Fékek típusa               | légűr Hardy-rendszerű 1902. típusú önműködő gyorsfék                                                                                | légűr Hardy-rendszerű 1902. típusú önműködő gyorsfék | légnyomásos Westinghouse-rendszerű önműködő gyorsfék       |
| Átmenő fék                 | légűr Hardy-rendszerű 1902. típusú önműködő gyorsfék                                                                                | légűr Hardy-rendszerű 1902. típusú önműködő gyorsfék | légnyomásos Westinghouse-rendszerű önműködő gyorsfék       |
| Tüzelőanyagkészlet         | 7,2 m³ szén vagy fa | 3,5 m³ olaj                                          | 7,2 m³ szén vagy fa (6 t szén)                             |